# Nombre de Schmidt
Pour les articles homonymes, voir Schmidt.
 (mars 2024).
Si vous disposez d'ouvrages ou d'articles de référence ou si vous connaissez des sites web de qualité traitant du thème abordé ici, merci de compléter l'article en donnant les références utiles à sa vérifiabilité et en les liant à la section « Notes et références ».
Le nombre de Schmidt {\displaystyle (Sc)} est un nombre sans dimension qui représente le rapport entre la diffusivité de quantité de mouvement ν (ou viscosité cinématique) et la diffusivité massique. Il est utilisé pour caractériser les écoulements de fluides dans lesquels interviennent simultanément viscosité et transfert de matière.
Ce nombre porte le nom d’Ernst Heinrich Wilhelm Schmidt (de), ingénieur allemand.
On le définit de la manière suivante :
{\displaystyle Sc={\frac {\nu }{D}}}
avec :
- ν - viscosité cinématique en m2 s−1
- D - coefficient de diffusion massique en m2 s−1

## Nombre de Schmidt et corrélations
De par sa définition, le nombre de Schmidt peut être corrélé à d'autres nombres sans dimension caractéristiques de la mécanique des fluides.

### Relation Sc, Re et Pe
Le nombre de Schmidt permet de relier le nombre de Reynolds d'un écoulement à son nombre de Péclet défini en termes massiques.
En effet, soit
{\displaystyle Pe_{\text{M}}={\frac {L_{c}\,v}{D}}}
{\displaystyle Re={\frac {L_{c}\,v}{\nu }}}
avec :
- Lc – longueur caractéristique de l'écoulement
- v – vitesse du fluide
- D – coefficient de diffusion du fluide

On voit que {\displaystyle Pe=Re\cdot Sc}